# Hemicordulia tau
Hemicordulia tau — вид стрекоз из семейства Corduliidae. Они живут во всех частях Австралии, кроме севера Квинсленда и северо-запада Западной Австралии.
Впервые вид были описаны в 1871 году Мишелем-Эдмондом Сели-Лонгшаном как Cordulia tau.
Это стрекозы средних размеров, окрашенные в чёрный и жёлтый, с длинными ногами. Длина тела достигает 50 мм.

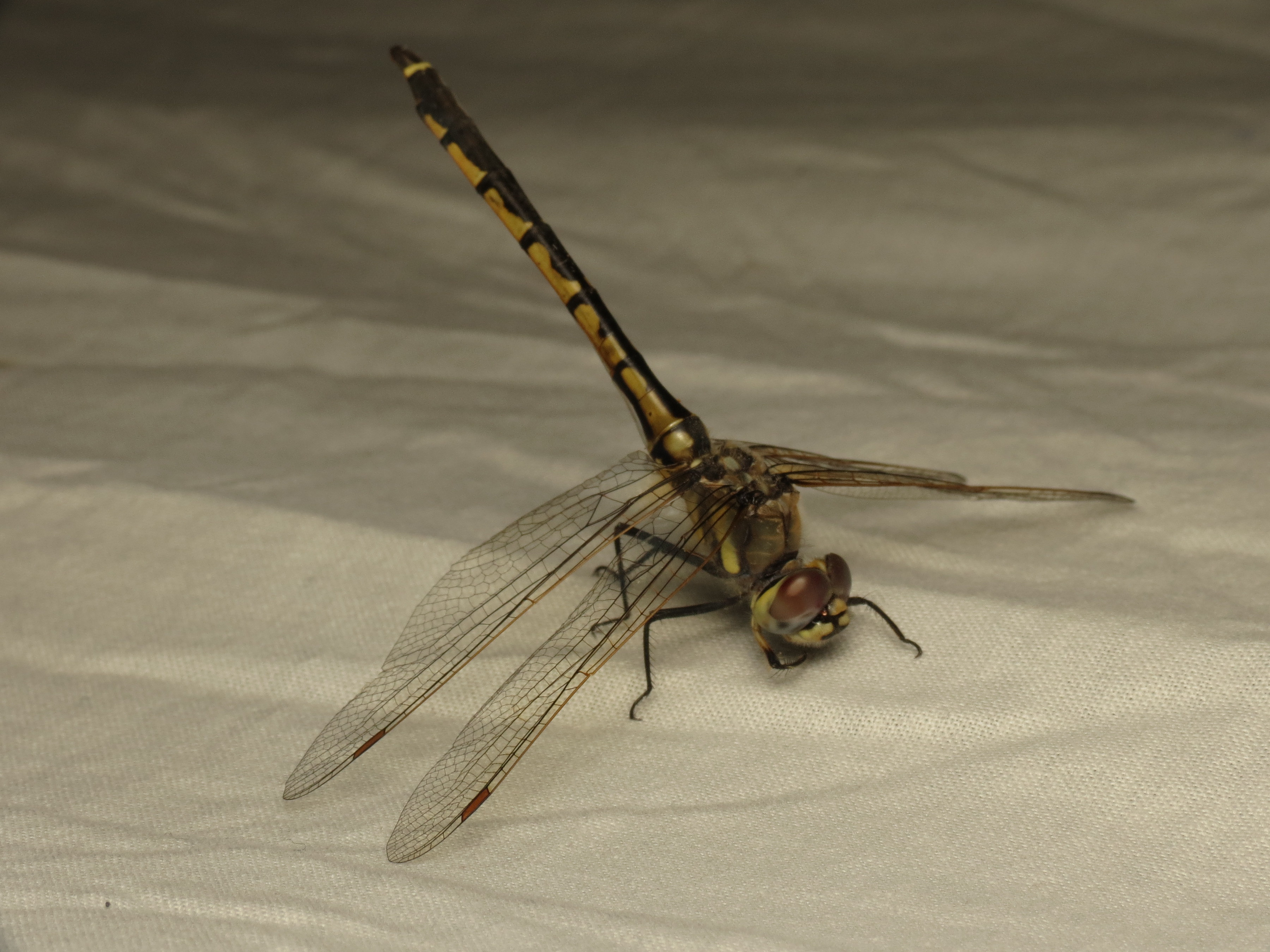
Самка
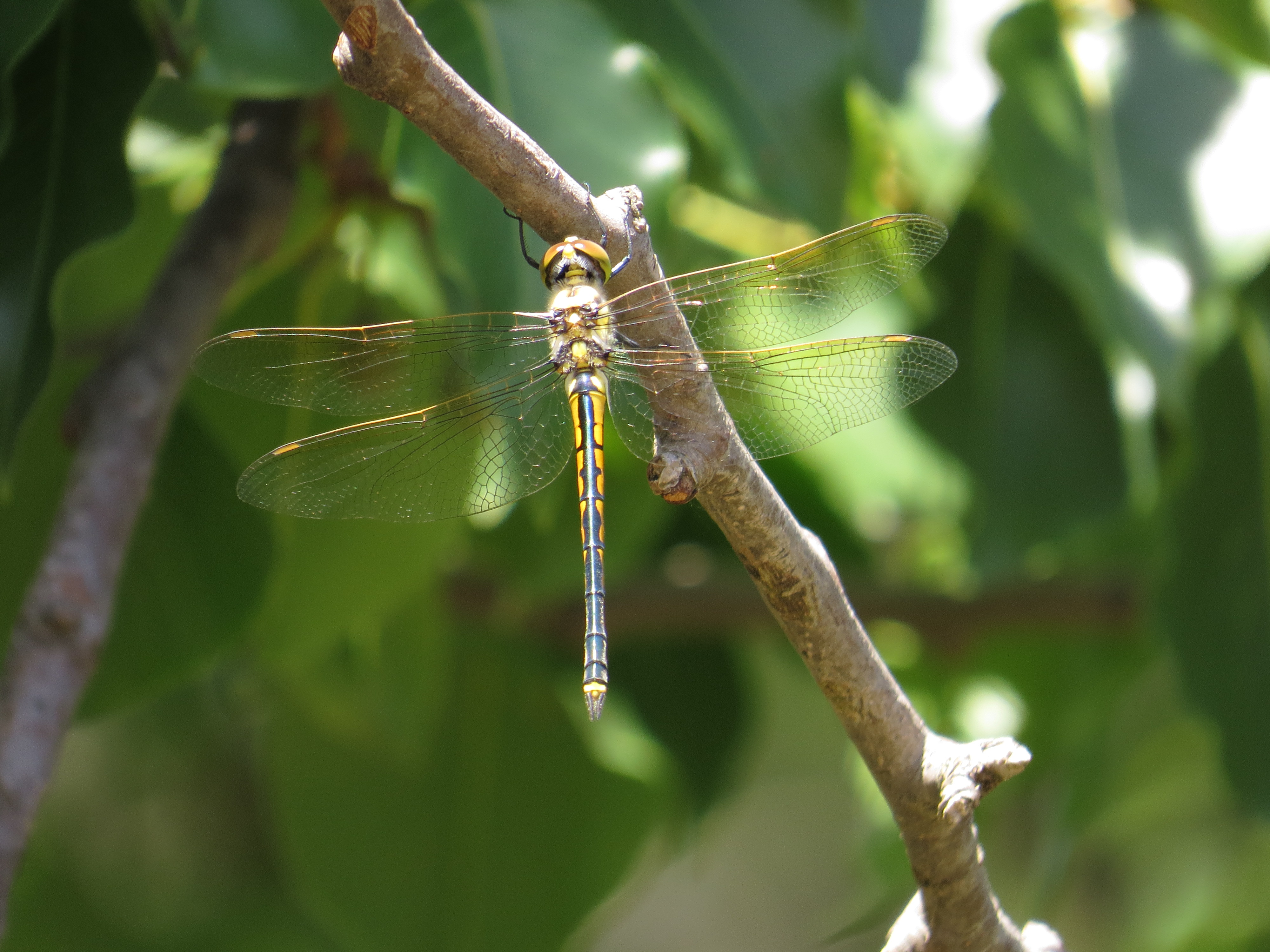
Самка
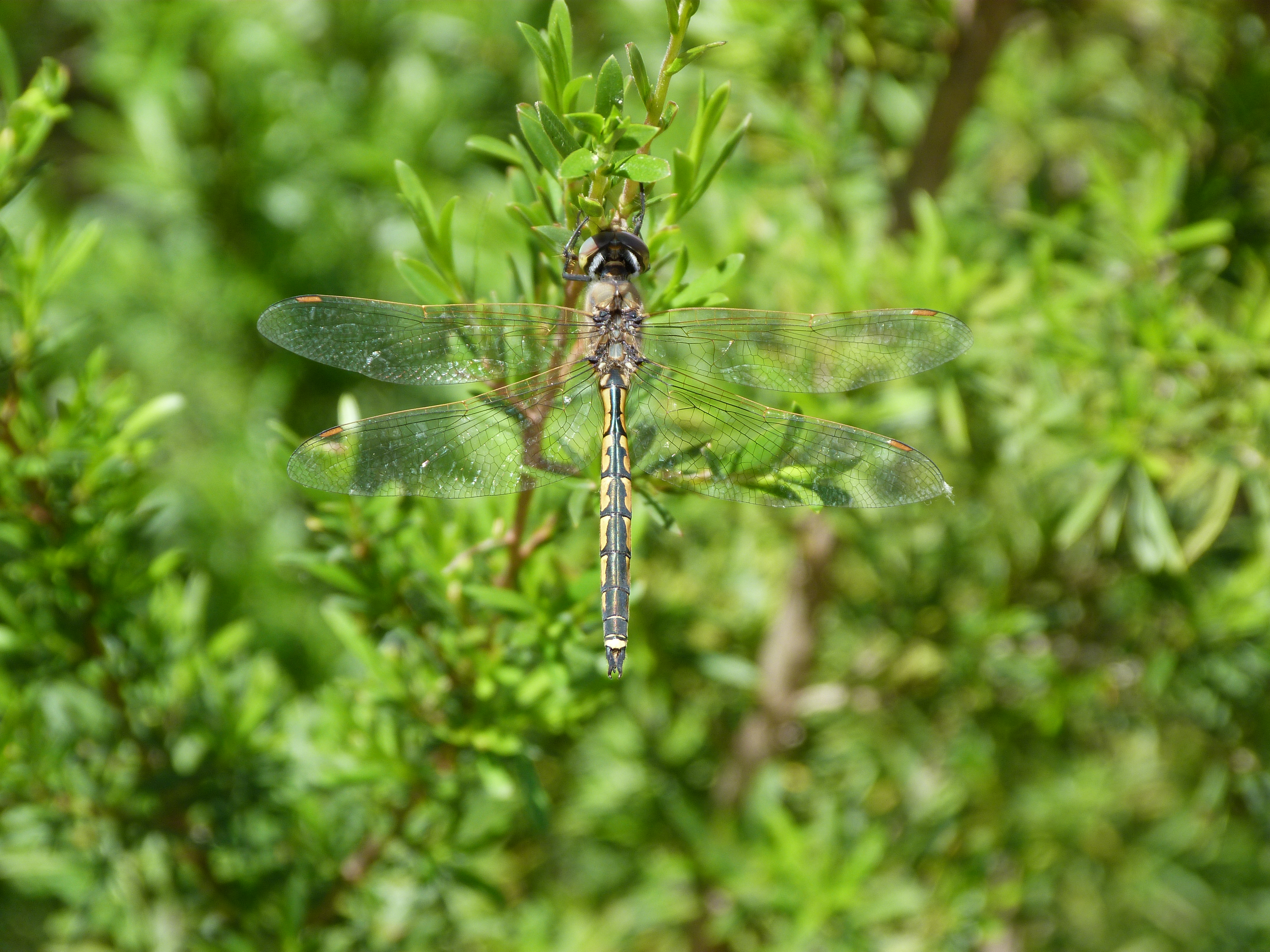
Самец
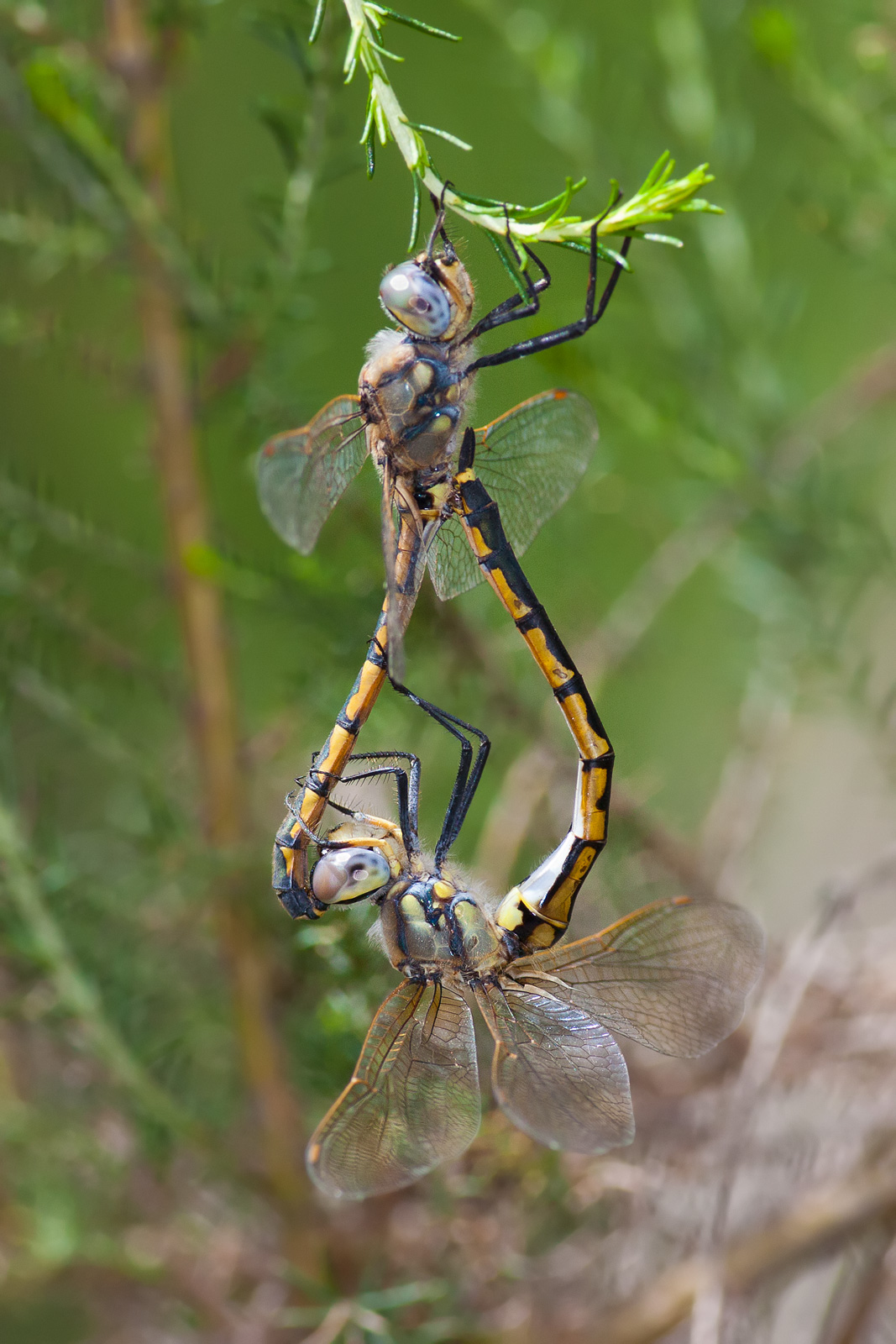
Спаривающаяся пара
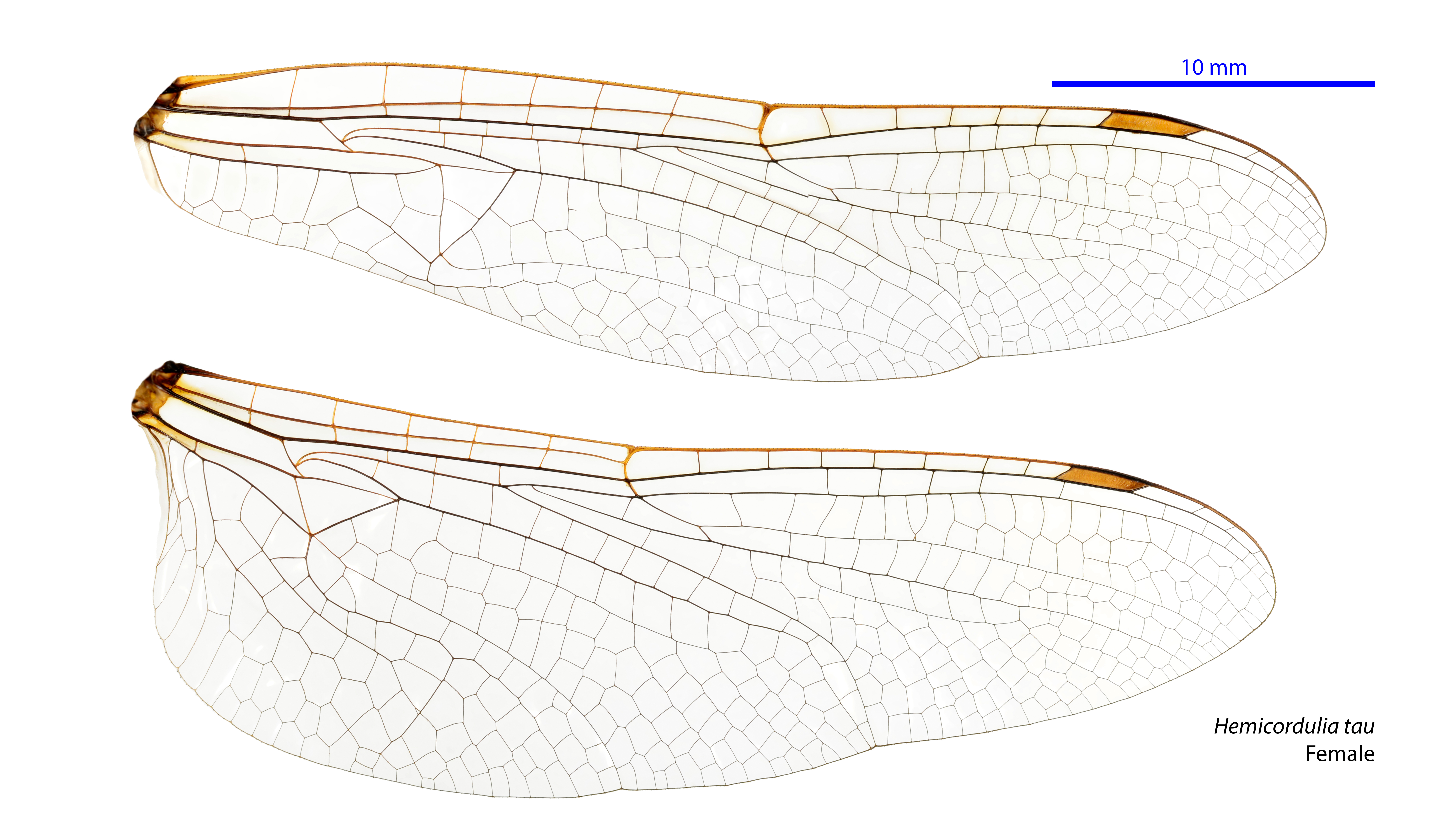
Крылья самки
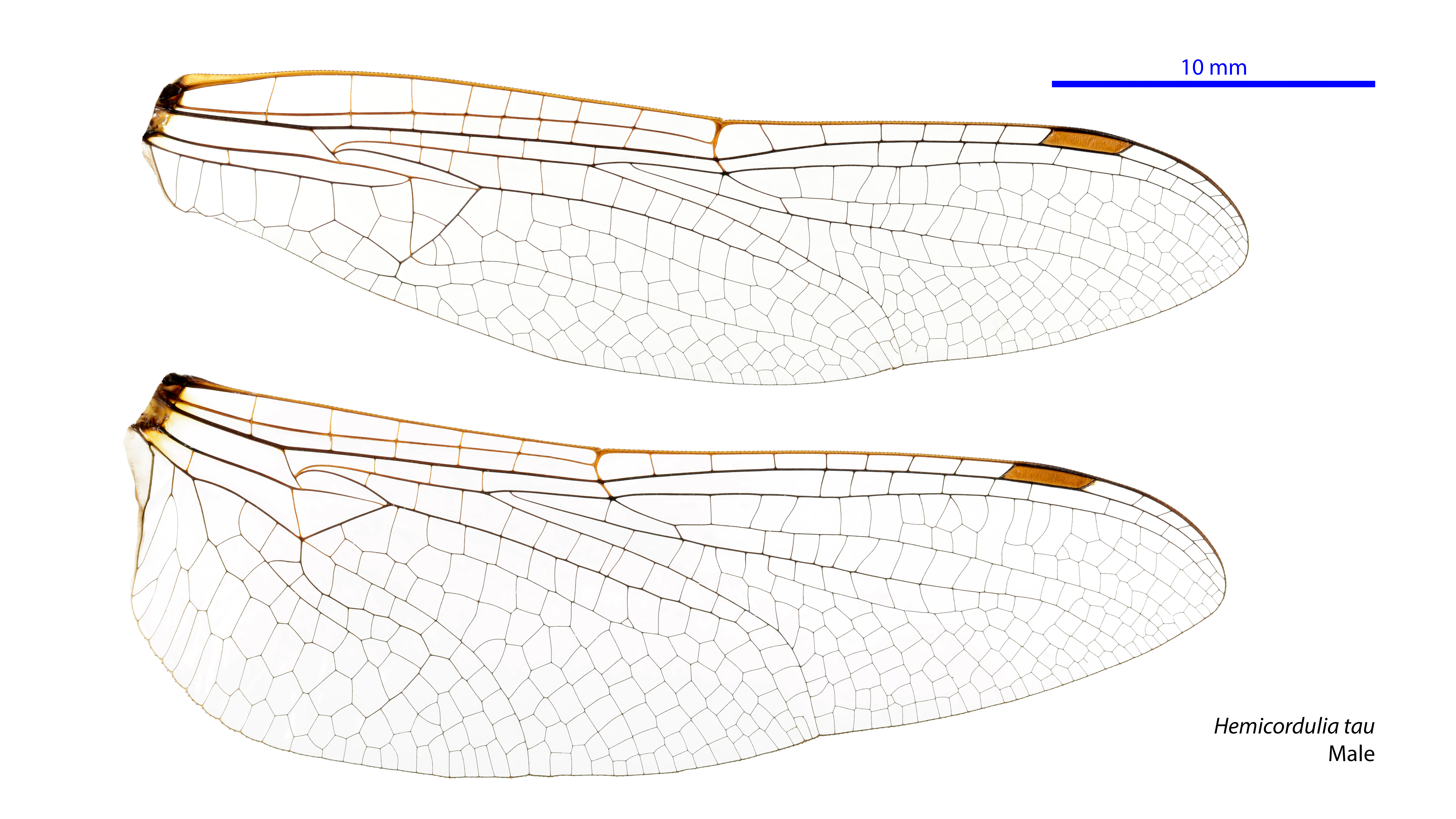
Крылья самца